# Ukrspetsexport

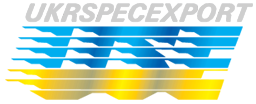

Ukrspecexport (tiếng Ukraina: Укрспецекспорт) là một công ty buôn bán vũ khí sở hữu thuộc Nhà nước Ukraine và là một phần của khối Công nghiệp Quốc phòng Ukraine. Ukrspecexport thành lập tháng 12 năm 1996 sau khi sáp nhập Ukroboronservice và Ukrinmash.
Ukrspecexport không chỉ bán các sản phẩm quốc phòng của mình mà còn kinh doanh cả vũ khí dư thừa của Quân đội Ukraine kế thừa từ Liên Xô. Kể từ tháng 2 năm 2011 công ty sản xuất các loại súng phi quân sự và các loại đạn dược đi kèm.